# Anspannsförband
Anspannsförband var militära förband där pjäser och fordon (vagnar, kärror, slädar) drogs av hästar eller mulor. Det har även förekommit anspannsförband med renar eller andra dragdjur.

## Bildgalleri

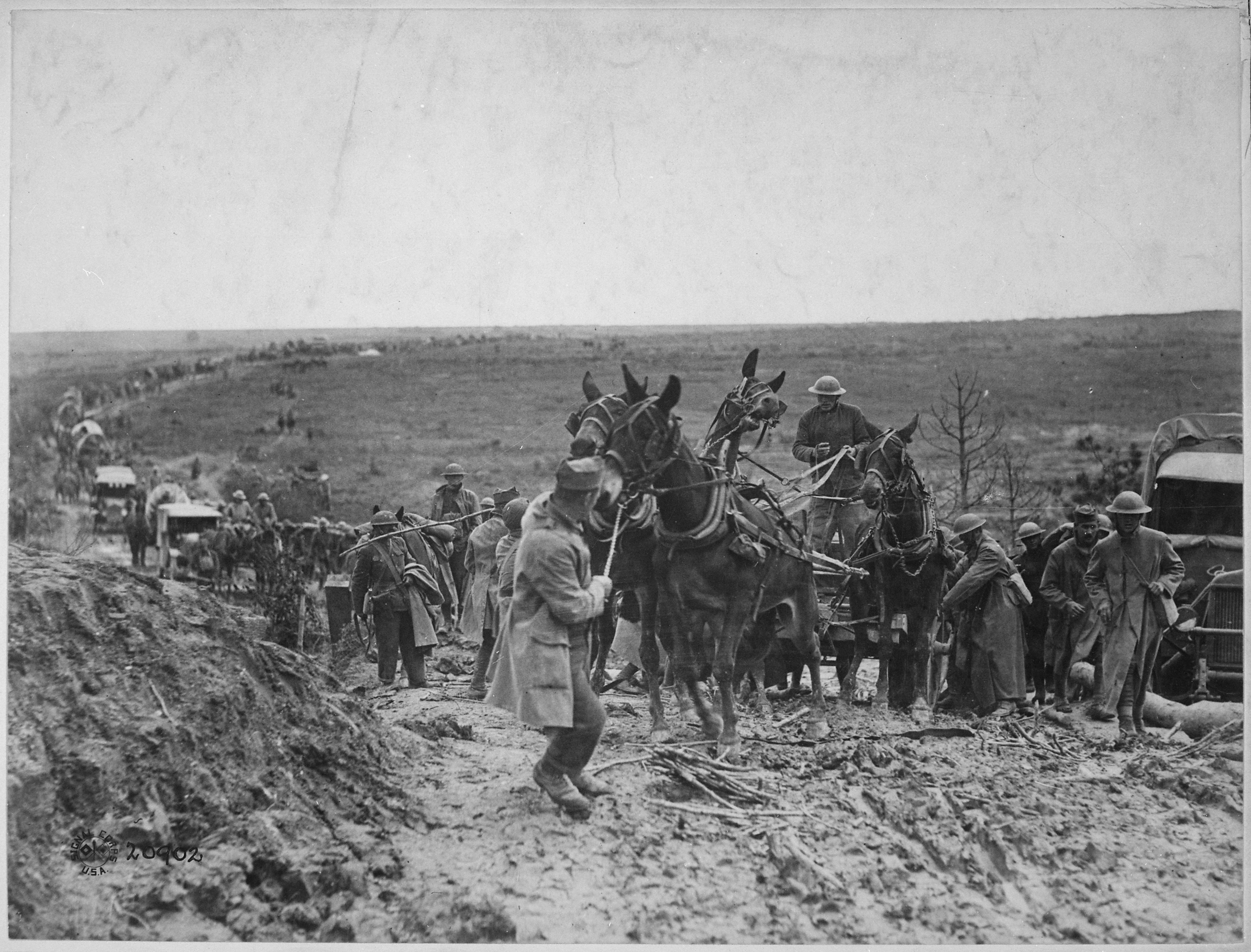
Amerikansk mulanspänd ammunitionsvagn på västfronten under första världskriget.
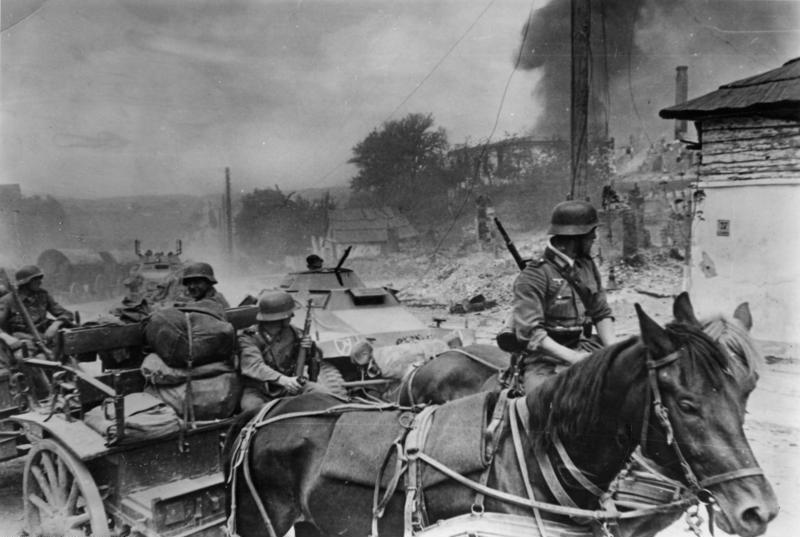
Tyskt hästanspänt artilleri på östfronten under andra världskriget.
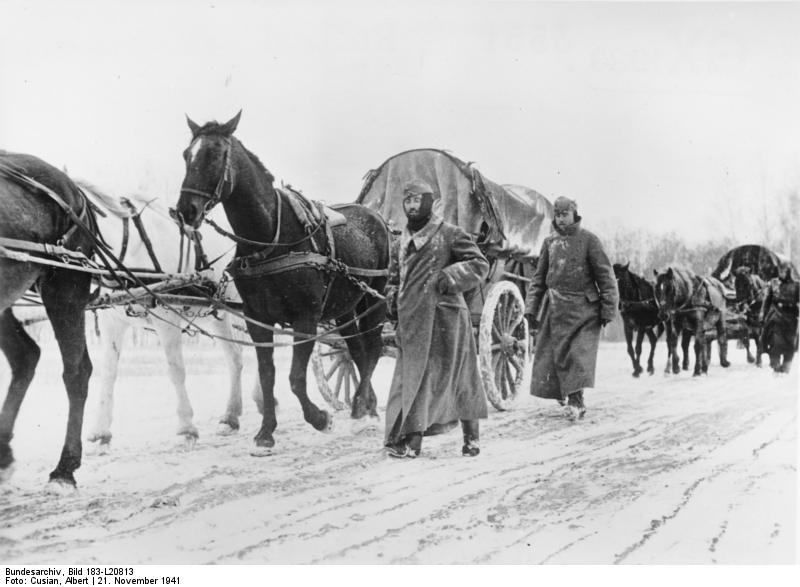
Tyska hästanspända trossvagnar på östfronten 1941.
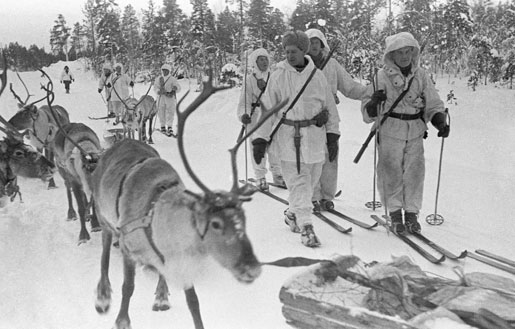
Finsk renpatrull under vinterkriget.
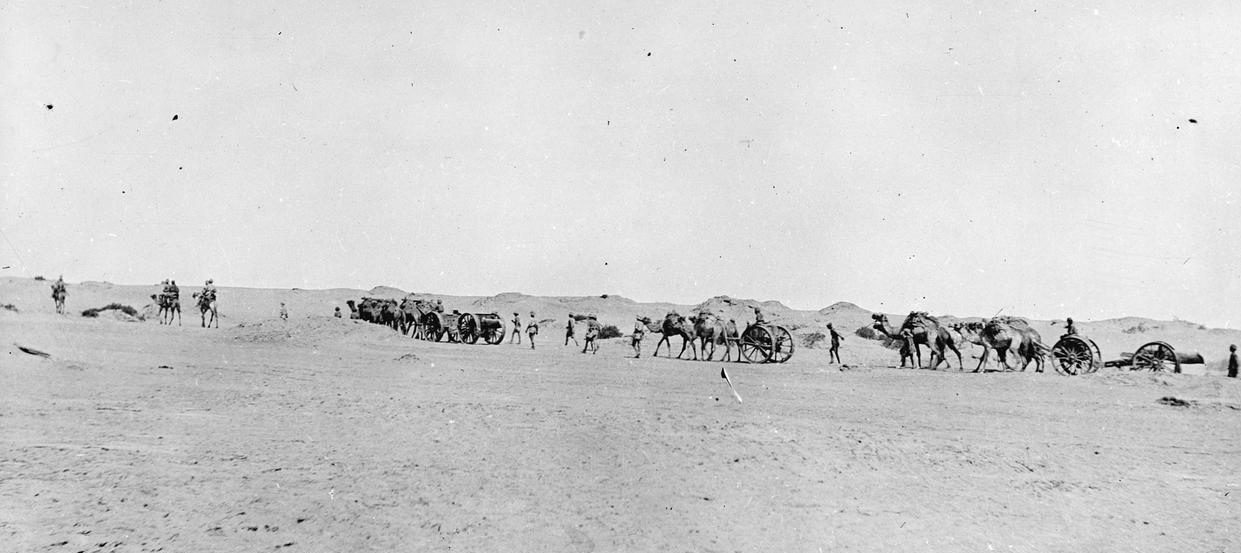
Brittiskt kamelanspänt artilleri under första världskriget.